# Мубарецький район
Мубарецький район (узб. Муборак тумани, Muborak tumani) — район у Кашкадар'їнській області, Узбекистан. Розташований на півночі області. Утворений 13 вересня 1978 року. Адміністративний центр — місто Мубарек.
| Узбекистан | Це незавершена стаття з географії Узбекистану. Ви можете допомогти проєкту, виправивши або дописавши її. |